# Livingston (Montana)
Livingston es una ciudad situada en el condado de Park, Montana, Estados Unidos. Tiene una población estimada, a mediados de 2022, de 8790 habitantes.
Es la sede del condado. 
Se localiza a orillas del río Yellowstone, a unos 90 km al norte del parque nacional de Yellowstone. 

## Geografía
La localidad está ubicada en las coordenadas 45°39′56″N 110°33′21″O / 45.66556, -110.55583 (45.665503, -110.555884). Según la Oficina del Censo, tiene una superficie total de 15.68 km², de los cuales 15.53 km² corresponden a tierra firme y 0.15 km² están cubiertos de agua.

## Demografía
Según el censo de 2020, había 8040 personas residiendo en la localidad. La densidad de población era de 517.71 hab./km². El 91.4% de los habitantes eran blancos, el 0.3% eran afroamericanos, el 1.0% eran amerindios, el 0.5% eran asiáticos, el 0.8% eran de otras razas y el 6.0% eran de una mezcla de razas. Del total de la población, el 3.4% eran hispanos o latinos de cualquier raza.